# Старый Карапуз
Ста́рый Карапу́з — деревня в Барабинском районе Новосибирской области России. Входит в состав Таскаевского сельсовета.

## География
Площадь деревни — 40 гектаров.

## История
Основана в 1757 году. В 1926 году деревня состояла из 183 хозяйств, основное население — русские. В административном отношении являлась центром Старо-Карапузского сельсовета Барабинского района Барабинского округа Сибирского края.

## Население
| 1926 | 2002 | 2007 | 2010 |
| ---- | ---- | ---- | ---- |
| 936  | ↘248 | ↘229 | ↘176 |

## Инфраструктура
В деревне по данным на 2007 год функционируют одно учреждение здравоохранения и одно образовательное учреждение.